# Alphonse Cusin
Pour les articles homonymes, voir Cusin.
Alphonse Adolphe Cusin est un architecte français élève de Alfred de Dreux, né le 6 mai 1820 à Melun et mort à Paris 13e le 26 décembre 1894.

## Réalisations
- 1861 : théâtre de la Gaîté Lyrique
- 1869 : théâtre des Gobelins